# Cataglyphis fritillariae
Cataglyphis fritillariae (лат.) — вид муравьёв-бегунков рода Cataglyphis из подсемейства Formicinae.

## Распространение
Иран, Чехармехаль и Бахтиария.

## Описание
Мелкие формициновые муравьи-бегунки, длина 5-10 мм. Основная окраска буровато-чёрная, одноцветная. Длина головы крупных рабочих от 2,31 до 2,55 мм, ширина головы от 2,10 до 2,33 мм. Голова, мезосома и брюшко равномерно чёрные или чёрные с нечеткими коричневато-чёрными пятнами с размытыми краями. Ноги от однородного чёрного до коричневато-чёрного. Усики полностью чёрные или чёрные с коричневато-чёрным краем.
Cataglyphis fritillariae относится к группе крупных видов с хорошо развитой и тусклой скульптурой тела. Бёдра и голени, покрытые толстыми, густыми чёрными прилегающими щетинками, объединяют этот вид с комплексом Cataglyphis setipes, а форма узла петиоля объединяет его с комплексом C. altisquamis. Внешне C. foreli похож на C. fritillariae, но отличается трапециевидным профилем петиоля, большими глазами и отсутствием толстых чёрных прилегающих щетинок на бёдрах и голенях. Cataglyphis kurdistanica Pisarski имеет аналогичный петиоль и чёрные прилегающие щетинки на ногах, но его можно отличить двухцветным телом и наличием касты солдат. Cataglyphis bucharica также похож на C. fritillariae, но его легко распознать по красноватой голове и мезосоме, наличию многочисленных стоячих щетинок на проподеуме, более длинных дыхальцах проподеума и отсутствии толстых чёрных прижатых щетинок на бедрах. Cataglyphis asiriensis Collingwood, известный из гор Асир (Саудовская Аравия), имеет похожую форму петиоля и ноги, покрытые чёрными прилегающими щетинками, но отличается от C. fritillariae наличием длинных чёрных прямостоячих щетинок, которые также присутствуют на дорсальной стороне бёдер и голеней и более многочисленные чёрные стоячие щетинки на мезосоме. Cataglyphis dejdaranensis наиболее сходен с C. fritillariae, но отличается слабо скульптурированным брюшком с умеренно блестящими сторонами I брюшного тергита, шишковидным в профиль узлом петиоля основных рабочих и более выпуклым проподеумом.
Усики рабочих и самок состоят из 12 члеников (13 члеников у самцов), булава отсутствует. Нижнечелюстные щупики состоят из 6 сегментов, нижнегубные щупики 4-члениковые. Стебелёк между грудкой и брюшком состоит из одного членика петиолюса с небольшой чешуйкой, жало отсутствует, куколки крытые (в коконе). Биология не исследована. В Даште-лале было найдено гнездо под камнями на пастбище. Участок располагался на небольшом плато (3600 га), на высоте 2100—2600 м над уровнем моря, и в мае преимущественно зарос лилейным растением Fritillaria imperialis. Другими распространенными растениями, зарегистрированными в этом местонахождении, были Astragalus spp., персидский лук-шалот, или лук стебельчатый (Allium stipitatum) и Daphne mucronata. Вид представляется альпийским, так как все места его сбора располагались на высоте от 2143 до 2400 м.

## Систематика и этимология
Вид был впервые описан в 2021 году иранским энтомологом Arsalan Khalili-Moghadam (Shahrekord University, Shahrekord, Иран), польским мирмекологом Sebastian Salata (University of Wrocław, Вроцлав, Польша) и Lech Borowiec (California Academy of Sciences, Сан-Франциско, США). Включён в видовую группу altisquamis-group. Название вида fritillariae происходит от латинского родового названия лилейного растения рябчик императорский (Fritillaria imperialis), доминирующего цветка в Даште-лале (Dashte laleh), типовой местности этого вида муравьев.